# Edward Dahlbäck

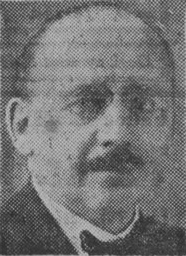
Edward Dahlbäck

Gustaf Edvard Dahlbäck född 19 november 1878 i Byske församling, Västerbottens län, död 19 oktober 1936 i Bro, Stora Tuna församling, Kopparbergs län
, var en svensk arkitekt.
Han genomgick Kristinehamns praktiska skola och var därefter verksam på ritkontor i Östersund och Stockholm. Han studerade sedan till arkitekt och fick sitt arkitektdiplom i Tyskland. Efter ytterligare studier i Italien och Schweiz återvände han 1910 till Sverige och bosatte sig i Falun där han ritade ett stort antal villor och större bostäder i staden. 1916 flyttade han till Bro vid Tunaån där han hade både kontor och bostad.  Han har även en stor produktion i Östersund. 

## Verk i urval
- Älvdalens tingshus (1912-1913)
- Hortlax kyrka och kyrkstad (1913–1917)
- Stora Hotellet/Palladium, Borlänge (1916)
- Kvarnsvedens kyrka (1924)
- Siknäs kapell (1934-1939)
- Skolor i Borlänge: Domnarvets nya folkskola, Kvarnsvedens skola, Kyrkoskolan och  Spraxkya folkskola.
- Elimkyrkan, Borlänge
- Rivolibiografen, Borlänge (riven)
- Kv. Borgmästarlotten 4, Östersund[3]

## Bilder

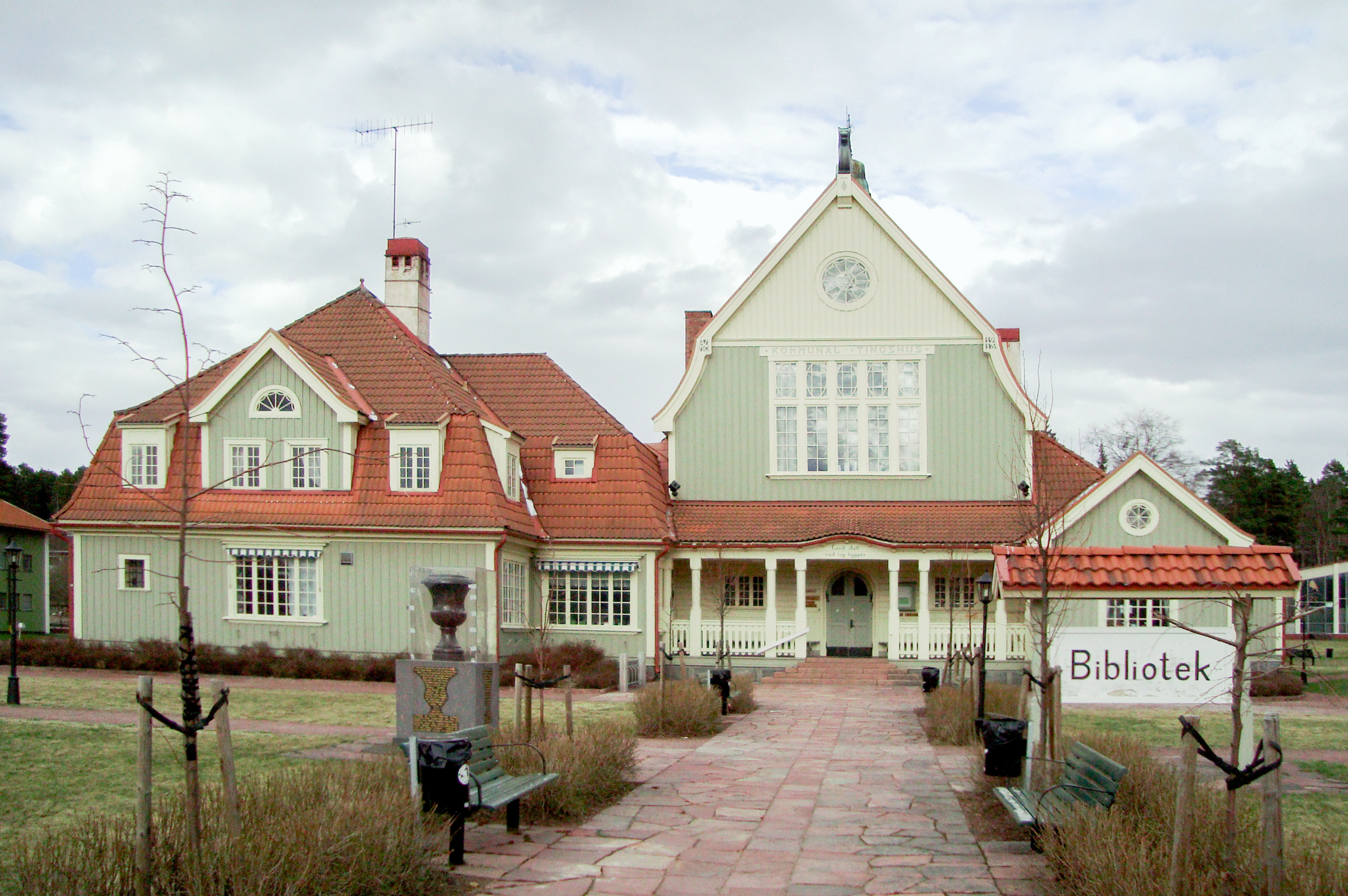
Älvdalens tingshus
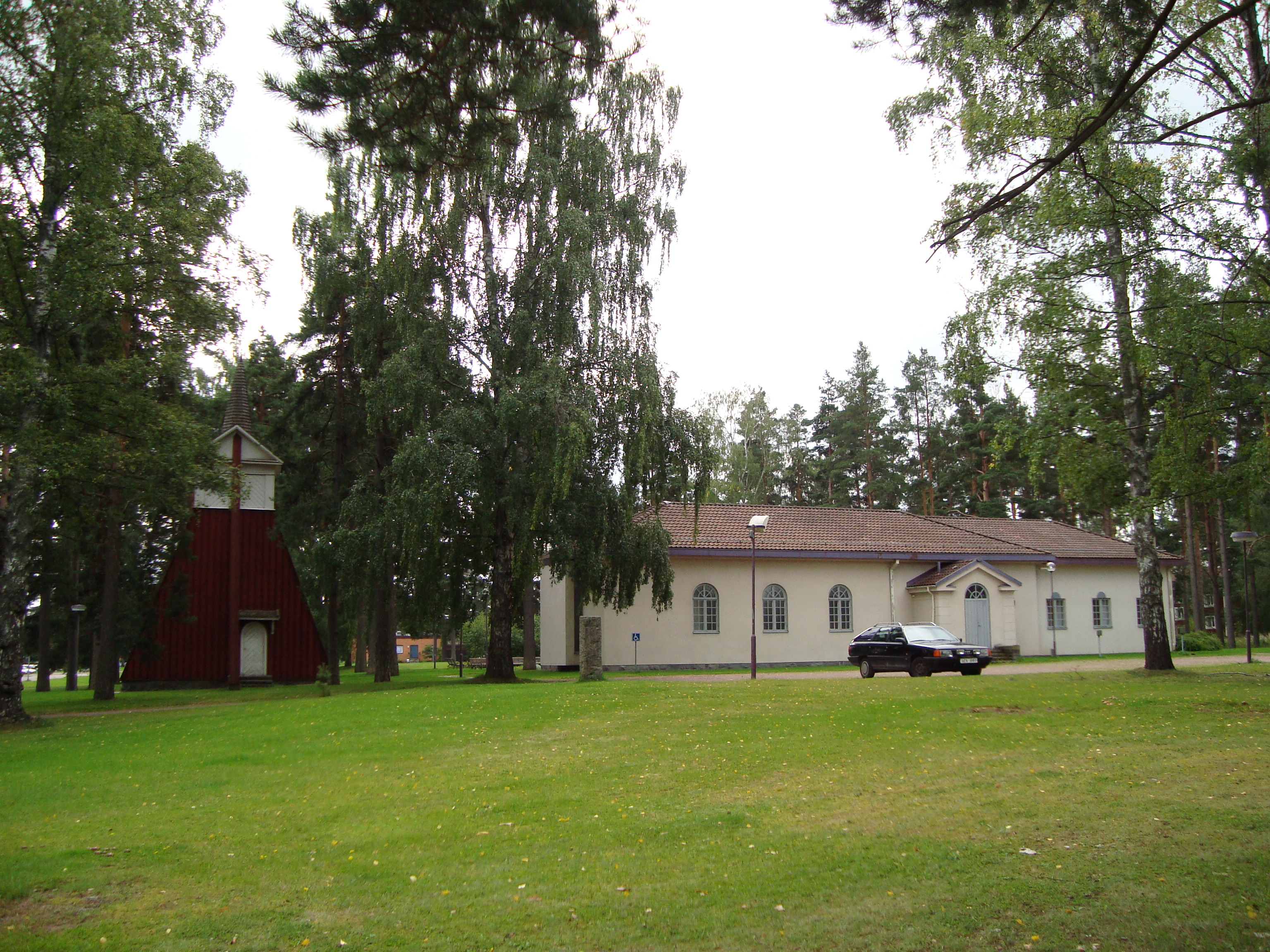
Kvarnsvedens kyrka
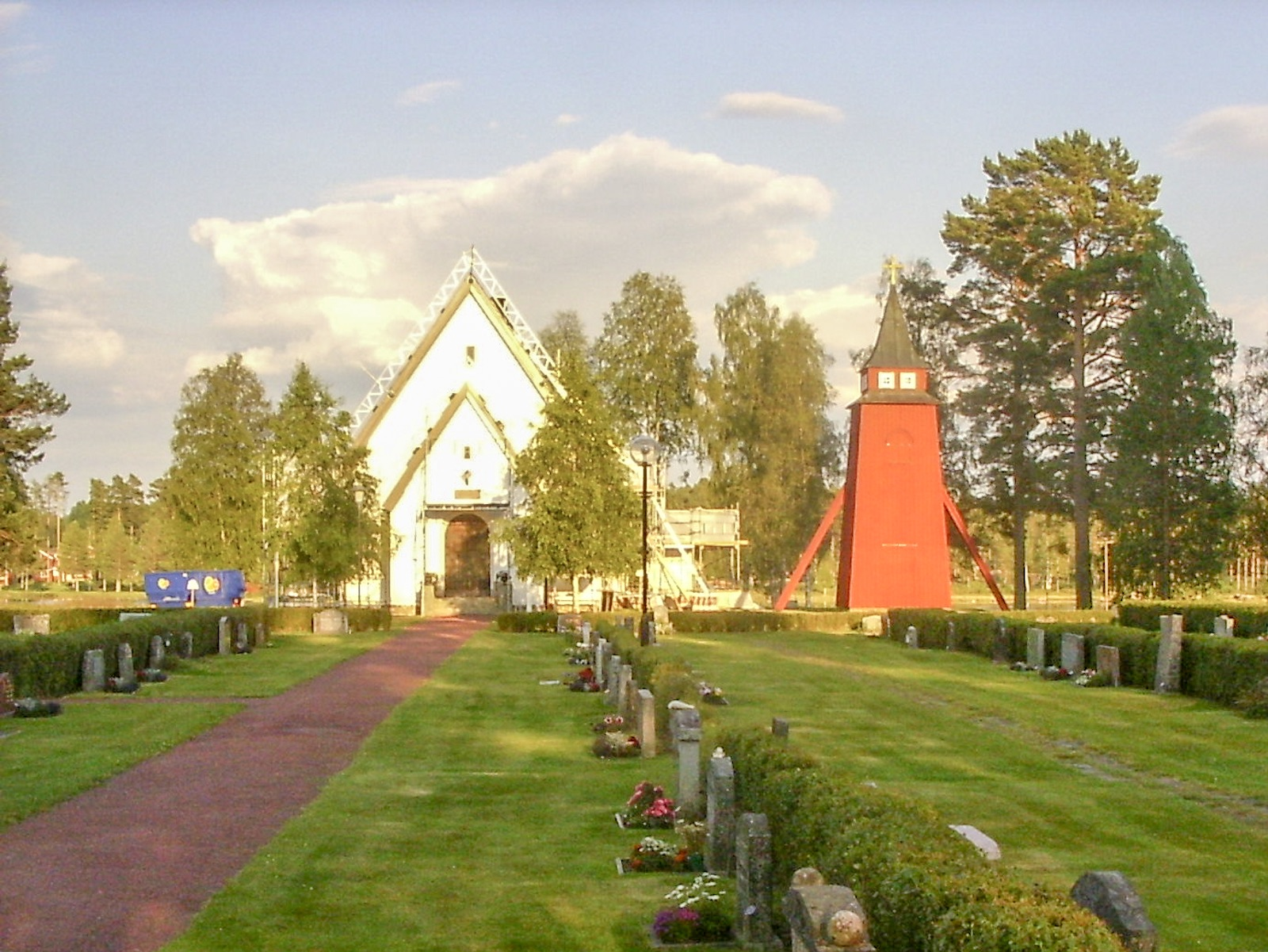
Siknäs kyrka
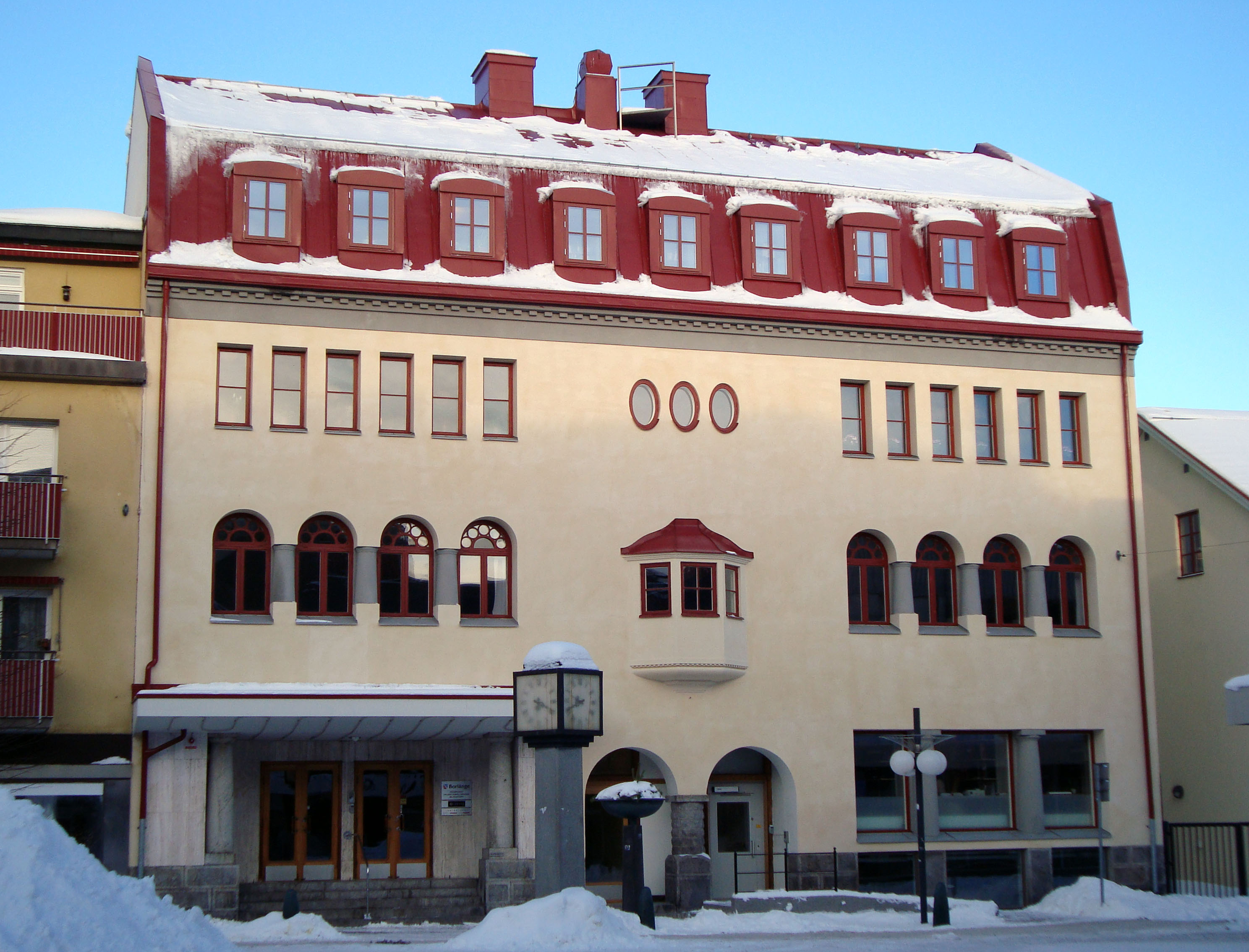
Palladium i Borlänge
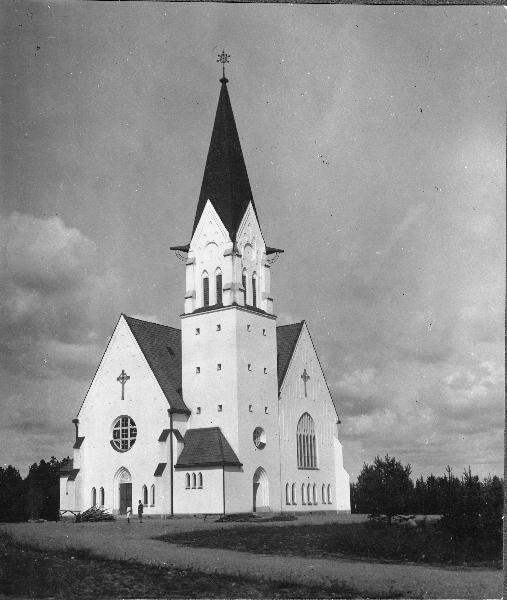
Hortlax kyrka